# Papiamentu
Papiamentu (papiamento, papiam, curaçoleño, curassese; ISO 639-3: pap), kreolski jezik (temeljen na iberskom, portugalskom i španjolskom) koji se govori na Nizozemskim Antilima pred obalom Venezuele, preko 155 000 na otocima Curaçao, Sveti Martin i Bonaire, na Arubi (70 000; 1999), u Nizozemskoj (60 000; 1993 Johnstone).
Govornici rabe i nizozemski (koji se uči u školama) i engleski poglavito za sporazumijevanje s turistima i španjolski s osobama koje govore španjolski. Postoje tri glavna dijalekta.

## Vanjske poveznice
- Ethnologue (14th)
- Ethnologue (15th)